# Psiloxyloideae
Psiloxyloideae es una subfamilia de plantas arbóreas, una de las 2 que conforman la familia Myrtaceae. Se divide, a su vez, en 2 tribus.

## Tribus
- Heteropyxideae
- Psiloxyleae